# آنا دي لا ريغيورا
آنا دي لا ريغيورا (بالإسبانية: Ana de la Reguera)‏ ممثلة مكسيكية من مواليد 8 أبريل 1977، اشتهرت تيلينوفيلا وقنوات أعمال هوم بوكس أوفيس بالإضافة إلى مشاركتها في عدة أعمال تلفزية وسينمائية، كما ظهرت في مجلة H Para Hombres في يوليو 2006.